# Faioa
Faioa est une île de Wallis-et-Futuna, situé au sud du lagon de Wallis (district de Mu'a). La passe de Faioa, au large de cet îlot, doit être franchie par les navires qui veulent rejoindre Mata Utu.

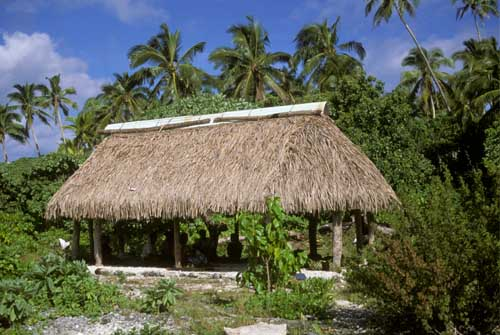
Un fale (maison traditionnelle wallisienne) à Faioa.

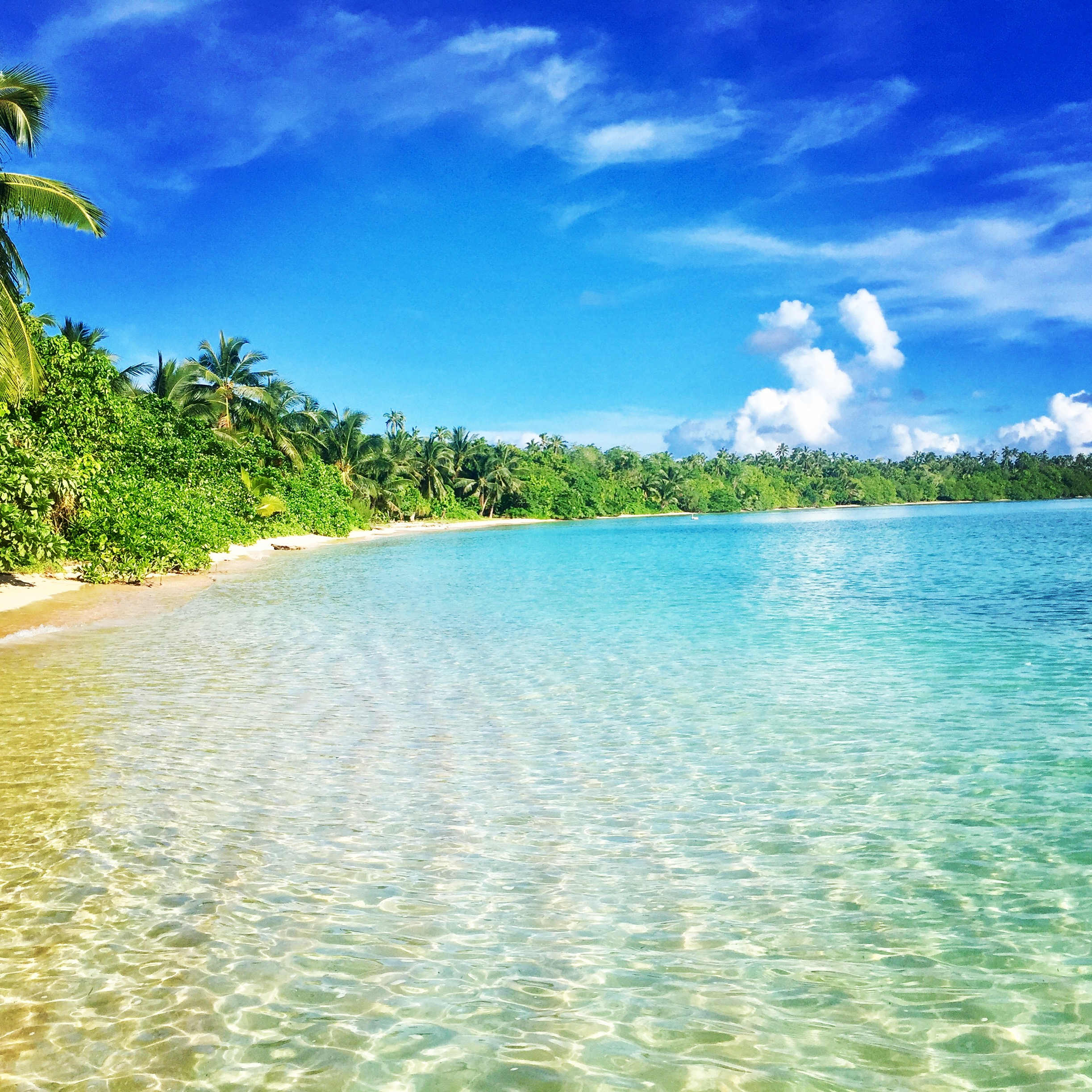
Plage le long de Faioa.

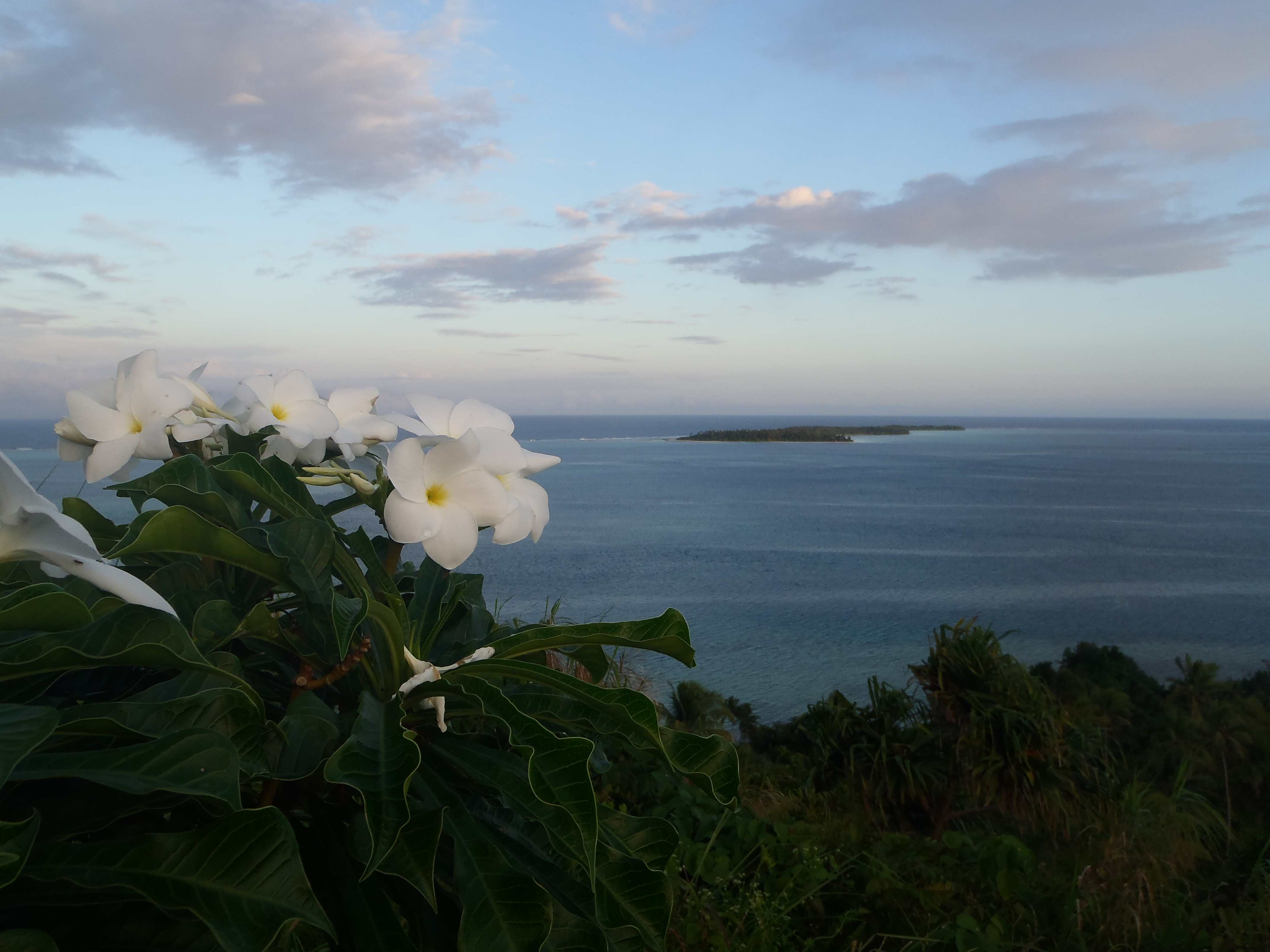
Vue sur l'îlot de Faioa.